# Tommy Jakobsen
Tommy Jakobsen (* 10. Dezember 1970 in Oslo) ist ein ehemaliger norwegischer Eishockeyverteidiger, der in seiner Karriere unter anderem für die Augsburger Panther und DEG Metro Stars in der Deutschen Eishockey Liga sowie die EC Graz 99ers in der Österreichischen Bundesliga spielte. Mit der norwegischen Nationalmannschaft nahm er an 18 Weltmeisterschaften und den Olympischen Winterspielen 1992, 1994 und 2010 teil.

## Karriere

### Skandinavien

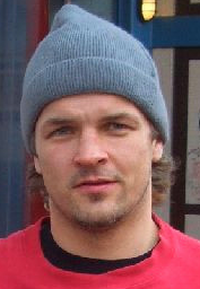
Tommy Jakobsen im Jahr 2006

Seine Profi-Laufbahn begann Tommy Jakobsen 1987 bei seinem Heimatverein Furuset IF in Oslo. Dort bestritt er in der Eliteserien in 5 Jahren 165 Spiele, in denen er 13 Tore und 16 Vorlagen erzielen konnte. Der größte Erfolg mit Furuset IF gelang Jakobsen in der Saison 1989/90, als das Team die norwegische Meisterschaft gewinnen konnte. Bei Furuset gehörte der Norweger zu den Führungsspielern und wurde ab 1992 in der A-Nationalmannschaft eingesetzt.
Nach diesem großen Entwicklungssprung wechselte Jakobsen im Sommer 1992 von Furuset IF nach Lillehammer. Beim Lillehammer IK spielte Jakobsen 2 Jahre und wurde in seiner zweiten Saison als Mannschaftskapitän erneut norwegischer Meister. Nach der Meisterschaft und der Teilnahme an den Olympischen Spielen in Lillehammer zog es Jakobsen wieder zurück in seine Heimatstadt Oslo. Allerdings blieb er nur eine Saison bei den dort ansässigen Spektrum Flyers.
1995 bekam Jakobsen das Angebot bei einem der traditionsreichsten europäischen Vereinen zu spielen. Daher wechselte er zur Saison 1995/96 zu Djurgårdens IF Stockholm. Doch in der starken schwedischen Liga fand sich Jakobsen nur schwer zurecht. In 36 Spielen für Stockholm verbuchte der Norweger nur eine Vorlage.

### Deutschland
So fiel es Jakobsen nicht schwer im Sommer 1996 seinen Weggang aus Stockholm bekannt zu geben und ins bayerische Augsburg zu den dort spielenden Augsburger Panthern zu wechseln. Deutschland sollte sich für den norwegischen Verteidiger als zweite Heimat herauskristallisieren. Insgesamt 6 Jahre spielte Jakobsen für die Augsburger Panther, bis er zur Saison 2002/03 nach Düsseldorf wechselte, um dort 4 Jahre lang für die DEG Metro Stars aufzulaufen.
In insgesamt 10 Jahren in der DEL bestritt Jakobsen 481 Spiele. Dabei erzielte er 41 Tore, bereitete 123 Treffer vor (164 Scorerpunkte) und verbüßte 709 Strafminuten. Seine erfolgreichste Spielzeit war schließlich auch seine letzte in Deutschland. Während der Saison 2005/06 errang Jakobsen mit den DEG Metro Stars den Deutschen Eishockeypokal und die Vizemeisterschaft nach drei Niederlagen in der Play-off-Endspielserie gegen die Eisbären Berlin.

### Österreich und Norwegen
Ab der Saison 2006/07 lief Tommy Jakobsen für die Graz 99ers in der Österreichischen Bundesliga auf. Schon vor der Saison wurde er unter dem damaligen Trainer Mike Bullard zum Mannschaftskapitän ernannt und blieb es auch unter dessen Nachfolgern. Nachdem die 99ers in der Saison 2007/08 die Qualifikation für die Playoffs verpassten, wechselte Jakobsen am 31. Januar 2008 für die restliche Saison in die Schweiz zum SC Bern, wo er die letzte Ausländerlizenz bekam. Im März unterschrieb Jakobsen wieder bei den 99ers. Zur Saison 2009/10 kehrte Jakobsen in seine Heimat nach Norwegen zurück und unterschrieb einen Kontrakt beim Lørenskog IK, für den er seither in der GET-ligaen spielt. Mit der Saison 2011/12 kam für Jakobsen der Aufstieg zum Kapitän des Team; diese Position hatte er auch in der nachfolgenden Spielzeit inne. Nach Abschluss der Saison 2012/13 gab Jakobsen sein Karriereende bekannt.

### International

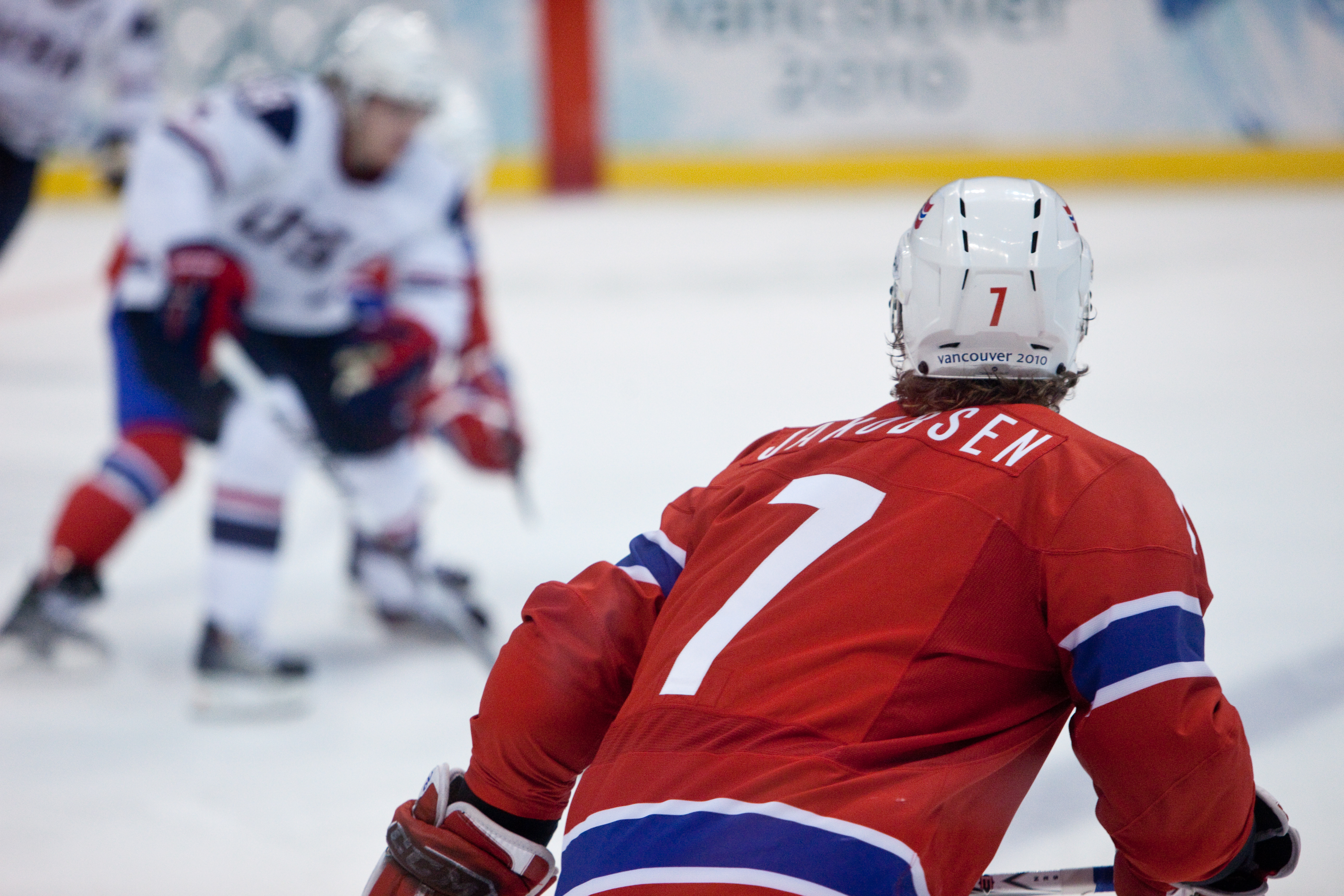
Jakobsen bei den Olympischen Winterspielen 2010

Für Norwegen nahm Jakobsen im Juniorenbereich ausschließlich an der U20-Junioren-Weltmeisterschaft 1990 teil. Im Seniorenbereich stand er im Aufgebots seines Landes bei den B-Weltmeisterschaften 2002, 2003, 2004 und 2005 sowie bei den A-Weltmeisterschaften 1992, 1993, 1994, 1995, 1996, 1997, 1999, 2000, 2006, 2007, 2008, 2009 und 2010. Zudem lief er für Norwegen bei den Olympischen Winterspielen 1992 in Albertville, 1994 in Lillehammer und 2010 in Vancouver auf.

## Erfolge und Auszeichnungen
- 2003 Teilnahme am DEL All-Star Game
- 2003 Gullpucken
- 2005 Gullpucken
- 2005 Aufstieg in die Top-Division bei der Weltmeisterschaft der Division I

## Karrierestatistik
(Legende zur Spielerstatistik: Sp oder GP = absolvierte Spiele; T oder G = erzielte Tore; V oder A = erzielte Assists; Pkt oder Pts = erzielte Scorerpunkte; SM oder PIM = erhaltene Strafminuten; +/− = Plus/Minus-Bilanz; PP = erzielte Überzahltore; SH = erzielte Unterzahltore; GW = erzielte Siegtore; 1 Play-downs/Relegation; Kursiv: Statistik nicht vollständig)